# .280 Ackley Improved
El .280 Ackley Improved (.280 AI) es el resultado de la modificación del casquillo del .280 Remington, por parte de P.O Ackley, quien aumentó el ángulo del hombro del casquillo a 40 grados para así aumentar la capacidad de carga de polvera y como resultado la velocidad inicial del proyectil.

## Historia
En 1957 Remington lanzó al mercado el .280 Remington, desarrollado a partir del casquillo del .30-06 Springfield al cual se le ajustó el cuello para alojar un proyectil de 7mm, el cual competiría directamente tanto con el .270 Winchester como con el .30-06. Si bien el .280 Rem es considerado un cartucho balanceado que recoge los atributos de ambos predecesores, con el alto coeficiente balístico y densidad seccional característicos de los calibres 7mm, este no llegó a lograr la popularidad del .30-06 ni el .270. 
En el añó 2006, P.O Ackley, el famoso desarrollador de cartuchos, incorporó el .280 Remington a su línea de calibres mejorados "Ackley Improved" incorporando el hombro pronunciado de 40 grados llamándolo el .280 Ackley Improved 40 degrees. Posteriormente Nosler lo estandarizó y SAAMI lo aceptó en el 2008. Desde entonces el .280 AI ha venido popularidad en el mercado norteamericano y actualmente ya son varios rifles de producción que se comercializan en esta alternativa, incluyendo el Ruger M77 Hawkeye, Savage 110, Browning X-Bolt y Weatherby Mark V.  

## Diseño
El .diseño del .280 AI se resume en la modificación del hombro del casquillo del .280 rémington al que ligeramente se le aumenta como resultado de esta modificación, la capacidad de pólvora, acercando la performance de su predecesor a la del 7mm Remington Magnum, con la ventaja de mantener las dimensiones de un cartucho de la línea del .30-06. 
La similtud del .280 AI y el .280 Rem es tal que disparando un 280 Remington en un rifle recamarado para el .280 Ackley Improved, se obtienen casquillos de este, que pueden ser utilizados para recarga.

## Performance

### 280 Ackley Improved Vs. 280 Remington
El .280 Ackley Improved, con un proyectil de 150 granos, disparado de un cañón de 24 pulgadas tiene una velocidad de salida aproximada de 3,060 pies por segundo. Es decir; 100 pies más rápido que el .280 Remington, que puede traducirse en una trayectoria más templada en unos 20 metros.

### 280 Ackley Improved Vs. 270 Winchester
El .280 AI con un proyectil de 150 granos tiene una  velocidad de salida similar a la del .270 Winchester  con un proyectil de 130 granos. Para efectos cinegéticos prácticos se traduce en la capacidad de lanzar un proyectil ligeramente más pesado manteniendo la trayectoria del .270 Winchester. Si comparamos ambos con proyectiles de 150 granos, el 280 AI tendrá una trayectoria ligeramente más plana que la del .270 con proyectiles del mismo peso, sin embargo el .270 tendría mayor densidad seccional. 

### 280 Ackley Improved Vs. 7mm Remington Magnum
Si bien, con proyectiles de 150 granos ambos, la ventaja del 7mm Remington Magnum es de no más de 50 pies por segundo, la cantidad de pólvora utilizada por el .280 AI es significativamente menor, haciéndolo un cartucho más "eficiente". Sin embargo, Nosler publicita estos datos con un cañón de 26 pulgadas para el .280 AI y de 24 pulgadas para el 7mm Rem Mag. Lo que sugiere que la diferencia debe ser mayor a favor del 7mm Rem Mag, sobre todo si se recarga.

## Uso deportivo
Para uso deportivo, el .280 AI tendrá prestaciones prácticas similares a las del .270 Winchester, .280 Remington o el .30-06 Springfield; es decir, trayectorias máximas planas de casi 300 yardas (270 metros), para piezas del tamaño de un venado de cola blanca o una oveja de Dall y suficiente energía para abatirlos. Con balas de construcción adecuada es factible abatir piezas de mayor tamaño tales como un wapiti o ciervo rojo. 